# Piper schiedeanum
Piper schiedeanum är en pepparväxtart som beskrevs av Ernst Gottlieb von Steudel. Piper schiedeanum ingår i släktet Piper och familjen pepparväxter. Inga underarter finns listade i Catalogue of Life.